# Revolt mot jorden
Revolt mot jorden (engelska originalets titel: The Moon is a Harsh Mistress) är en science fiction-roman av Robert A. Heinlein. Den utkom 1966 och belönades med Hugopriset 1967. 
Svensk översättning av Gabriel Setterborg, 1976, ISBN 91-7008-435-1.
Romanen utspelar sig på månen år 2075, där en straffkoloni bryter sig fri från Jorden. Handlingen påminner i viss mån om Nordamerikanska frihetskriget. De som hamnat i kolonin kan inte återvända, efter avtjänat straff eftersom de anpassat sig till månens gravitation. En av deltagarna är en dator med självständigt intellekt. Polyandri är ett tema boken tar upp. Bokens tredje del som benämnts TANSTAAFL! har haft viss påverkan på libertarianer och deras syn på prissättning.[källa behövs]